# Jakob Christoph Santlus
Jakob Christoph Santlus (* 30. Mai 1809 in Hofheim, Herzogtum Nassau; † 23. März 1873 in Diez, Königreich Preußen) war ein deutscher Mediziner.

## Leben
Nach dem Besuch des Seminars in Mainz studierte Santlus ab 1827 zwei Jahre an der Universität Tübingen Theologie. 1829 wechselte er an die Universität Würzburg, in der Absicht sich bei Kilian Joseph Fischer in orientalischen Sprachen weiterzubilden, verlegte dort aber sein Studienfach zur Medizin. Nach dem Studium kehrte er in seine Heimat zurück und war ab 1835 Medizinalaccessist zu Ransbach, ab 1838 zu Weilmünster und ab 1841 Medizinalassistent in Runkel. Bereits ein Jahr später wurde er nach Westerburg versetzt und erhielt den Titel eines Gräflich-Leiningenschen Rates. Ab 1852 war er in Hadamar, 1855 als Medizinalrat in Selters und ab 1862 schließlich in Diez tätig.
Durch seine Stellung als Arzt am Zuchthaus auf Schloss Schaumburg behandeln seine Schriften zumeist gerichtsmedizinische, psychiatrische und psychologische Themen. Weitere Anstellungen als Badearzt in Wiesbaden und Bad Ems oder als Direktor der Irrenanstalt Eichberg lehnte er ab.
Santlus war korrespondierendes Mitglied der Société des sciences médicales et naturelles de Bruxelles, des Vereins badischer Medizinalbeamter zur Förderung der Staatsarzneikunde, des Offenbacher Vereins für Naturkunde und des deutschen Vereins für Psychiatrie. Am 20. April 1863 wurde er mit dem Beinamen Ernst Platner zum Mitglied der Deutschen Akademie der Naturforscher Leopoldina gewählt.

## Werke (Auswahl)
Seine Schriften erschienen vorwiegend in der Zeitschrift für die Staatsarzneikunde und im Correspondenz-Blatt der deutschen Gesellschaft für Psychiatrie und gerichtliche Psychologie. Sein Sohn veröffentlichte postum noch 3 Arbeiten in Friedreich’s Blätter für gerichtliche Medicin und Sanitätspolizei. Separat gedruckt erschienen:
- Ueber die Zunahme der Geisteskrankheiten und ihren Zusammenhang mit den Geschlechtsfunktionen und Geschlechtskrankheiten. Separatdruck aus A. Henke’s Zeitschrift für die Staatsarzneikunde. Verlag von Palm & Enke (Adolph Enke), Erlangen 1859, urn:nbn:de:bvb:12-bsb10474469-7.
- Ueber verkehrte Willensäusserungen bei vollem Bewusstsein und ihr Verhalten zur Imputation. Separatdruck aus A. Henke’s Zeitschrift für die Staatsarzneikunde. Verlag von Palm & Enke (Adolph Enke), Erlangen 1862, urn:nbn:de:bvb:12-bsb10474470-0.
- Zur Psychologie der menschlichen Triebe. Verlag der J. H. Heuser’schen Buchhandlung, Neuwied & Leipzig 1864 (google.de).
- Notizen über die psychischen Folgen der Kopfverletzungen, insbesondere der Läsionen des vorderen Gehirnlappens und die dadurch hervorgerufenen Sprachdefecte. Verlag der J. H. Heuser’schen Buchhandlung, Neuwied & Leipzig 1865.